# 匙洲
匙洲（英語：See Chau，舊譯），是香港的一個島嶼，地區行政上屬於西貢區。位於吊鐘洲以西，糧船灣洲、伙頭墳洲以東，糧船灣海以內。與吊鐘洲相隔一處海峽匙洲門。
匙洲的形狀因為像湯匙一樣而得名，但昔日也有因不諳蜑家話「匙洲」之發音而誤寫為池洲。
匙洲上並沒有居民居住。